# منصور رشیدی
منصور رشیدی (زاده؛ ۲۰ تیر ۱۳۲۶ در مسجدسلیمان) دروازه‌بان سابق و مربی فوتبال ایرانی است. وی تنها دروازه‌بان تاریخ جام ملت‌های آسیا است که توانسته در تمامی بازی‌ها کلین شیت کند و هیچ گلی دریافت نکند و همراه با تیم ملی ایران قهرمان جام ملت‌های آسیا ۱۹۷۶ شود در رتبه دوم این رکورد تاریخی سعد الشیب از تیم ملی فوتبال قطر در جام ملت‌های آسیا ۲۰۱۹ با یک گل خورده قرار دارد.
منصور رشیدی ۲۰ بازی ملی در کارنامه دارد و سابقه بازی در باشگاه‌هایی همچون باشگاه فوتبال تاج تهران، باشگاه فوتبال تاج آبادان، باشگاه فوتبال برق تهران و باشگاه فوتبال نفت تهران را در کارنامه خود دارد وی همچنین سابقه مربیگری دروازه‌بانها در باشگاه‌های باشگاه فوتبال استقلال ایران و باشگاه فوتبال مس کرمان را در کارنامه خود دارد.

## آغاز راه
منصور رشیدی ۴ ساله بود که به دلیل اشتغال پدرش در شرکت نفت به آغاجاری نقل مکان کرد و فوتبال را در این شهر آموخت. سپس راهی خرمشهر شد و فوتبال باشگاهی را در تیم شاهین خرمشهر آغاز کرد. رشیدی زیر نظر مربی‌گری احمد هدایت مربی تیم تاج آبادان اوج گرفت و به تیم ملی فوتبال جوانان ایران دعوت شد و با پیشنهاد وی، برای ادامه فوتبالش راهی تهران شد.

## دوران حرفه‌ای
در تهران نخست به تیم برق پیوست اما چون از نیمکت نشینی در این تیم راضی نبود بلافاصله راهی پرسپولیس شد اما آنجا هم زیاد به بازی گرفته نشد. پس در سال ۱۳۵۰ برای بازی زیر نظر رایکوف که به پرورش بازیکنان جوان معروف بود راهی تیم تاج تهران شد.
وی در شهرآورد سیزدهم تهران که شش بر صفر به سود پرسپولیس شد دروازه تیم تاج بود که پس دریافت گل چهارم پرسپولیس با ناصر حجازی تعویض شد در دور انتخابی مسابقات المپیک ۱۹۷۲ مونیخ در استادیوم آزادی مقابل کره شمالی یک پنالتی را گرفت و لقب شجاع ملی به او داده شد. وی سابقه عضویت در ترکیب تیم ملی را در دو دوره پیاپی المپیک ۱۹۷۲ و المپیک ۱۹۷۶ در کارنامه دارد. در دهه پنجاه خورشیدی منصور رشیدی و ناصر حجازی رقابت جالبی برای قرار گرفتن درون دروازه تیم تاج تهران و تیم ملی فوتبال ایران داشتند. از دیگر افتخارات منصور رشیدی حضور در جام ملت‌های آسیا ۱۹۷۶ به همراه تیم ملی و قهرمانی آن بازی‌ها را می‌توان نام برد. این دروازه‌بان با قهرمانی در جام ملت‌های آسیا ۱۹۷۶ موفق شد بدون گل خورده تیم ملی کشورمان را به قهرمانی برساند که تا این تاریخ این رکورد متعلق به این بازیکن می‌باشد. در جام ملت‌های آسیا ۲۰۱۹ سعد الشیب دروازه‌بان تیم ملی قطر تا فینال رقابت‌ها هیچ گلی دریافت نکرد ولی در بازی فینال مقابل ژاپن دروازه‌اش باز شد و نتوانست به رکورد رشیدی برسد.

## افتخارات

##### باشگاه تاج آبادان
- جام باشگاه‌های خوزستان: ۱۳۴۷

 استقلال تهران
قهرمان لیگ فوتبال ایران ۱۳۵۳
- جام باشگاه‌های تهران: ۱۳۵۱
- جام دوستی تهران: ۱۳۵۱
- جام اتحاد تهران: ۱۳۵۲
- جام میلز هنوستان ۱۹۷۱

تیم ملی فوتبال ایران
- بازی‌های آسیایی: ۱۹۷۴
- جام ملت‌های آسیا: ۱۹۷۶

##### انفرادی
- حضور در المپیک: ۱۹۷۲ * ۱۹۷۶
- قهرمانی جام ملت‌های آسیا ۱۹۷۶ بدون گل خورده